# Swimming World Magazine
Swimming World Magazine est un mensuel américain créé en 1960. Initialement publié sous le titre Junior Swimmer, ce magazine est la principale publication américaine concernant la natation. 
Le magazine attribue depuis 1980 le titre honorifique de « nageur de l'année » au niveau mondial (Swimming World Swimmers of the Year) ainsi que pour diverses catégories. L'Est-Allemande Petra Schneider et l'Américain Rowdy Gaines furent les premiers nageurs distingués pour le titre mondial.